# Ryszard Murat

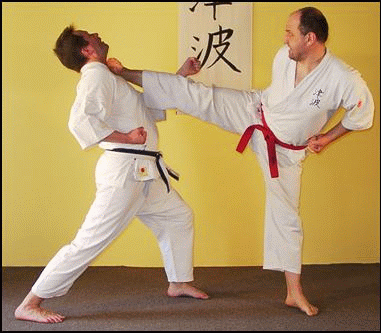
Ryszard Murat (po prawej)

Ryszard Murat (ur. 13 sierpnia 1958 w Kazimierzu Dolnym) – polski instruktor karate, stylu tsunami, funkcjonariusz (podporucznik) Służby Bezpieczeństwa. W stylu tsunami używa tytułu sōke oraz taishi (wielki mistrz, patriarcha). Od 1980 roku pełni funkcję Prezesa Federacji Karate Tsunami – Renmei, a od 1989 roku jest także prezesem Zarządu Głównego Polskiej Federacji Dalekowschodnich Sztuk i Sportów Walki. Od 1999 roku jest jednym z pięciu Polaków posiadającym stopień mistrzowski 10 Dan.
Ukończył studia na Wydziale Prawa i Administracji Uniwersytetu Warszawskiego oraz studia podyplomowe na Akademii Spraw Wewnętrznych MSW. Przed utworzeniem stylu tsunami trenował m.in. karate shotokan i judo. Był również działaczem Polskiego Związku Karate, z którego został wyrzucony. Od 1982 r. funkcjonariusz Służby Bezpieczeństwa inwigilujący środowiska związane ze światem sztuk walki.
Obecnie prowadzi zajęcia w Centralnej Szkole Karate Tsunami (Honbu Dojo) w Warszawie, a także na licznych zgrupowaniach. Prowadzi szkolenia dla instruktorów z całego świata, m.in. z Europy, Azji, Afryki i Ameryki. Zorganizował duże sportowe imprezy, jak np. kilkanaście Taikai – zjazdów Tsunami, realizowanych m.in. w Pałacu Kultury i Nauki w Warszawie, a także dziesięć kolejnych Ogólnopolskich Festiwali Dalekowschodnich Sztuk Walki.
Jest autorem licznych publikacji z zakresu dalekowschodniej kultury i sztuki walki wręcz, w tym kilkunastu książek i podręczników, m.in. Karate dla początkujących i zaawansowanych, wydaną również w języku angielskim nakładem wydawnictwa Atlantic, czy też Język japoński, którego współautorem był prof. dr hab. M. Melanowicz. W latach 1989–1994 był redaktorem naczelnym i wydawcą czasopisma "Czarny Pas".
12 października 2006 został odznaczony przez prezydenta Rzeczypospolitej Polskiej Lecha Kaczyńskiego Brązowym Krzyżem Zasługi.